# Scriptaphyosemion roloffi
 Scriptaphyosemion roloffi  és una espècie de peix de la família dels aploquèilids i de l'ordre dels ciprinodontiformes.

## Morfologia
Els mascles poden assolir els 5 cm de longitud total.

## Distribució geogràfica
Es troba a Àfrica: Sierra Leone i Libèria.